# Денис Свевм
Денис Свевм (норв. Dennis Sveum — Лилехамер, 27. новембар 1986) професионални је норвешки хокејаш на леду који игра на позицијама одбрамбеног играча.
Члан је сениорске репрезентације Норвешке за коју је на међународној сцени дебитовао на светском првенству 2016. године. 
Као играч Ставангер ојлерса за које игра од 2007. године освојио је чак 7 титула националног првака Норвешке. 